# Spanyol Florida
Spanyol Florida (vagy La Florida) az első jelentős észak-amerikai terület volt, amelyre egy európai állam igényt formált a földrajzi felfedezések korában. A Spanyol Birodalmon belül a kubai főkormányzósághoz, illetve Új-Spanyolország alkirálysághoz tartozott. 
Határait hivatalosan sohasem jelölték ki pontosan, de jóval nagyobb volt, mint az Amerikai Egyesült Államok mai Florida tagállama. Kiterjedt a mai Délkelet-Egyesült Államokra, ezen belül Floridára és Georgia, Alabama, Mississippi, Dél-Karolina egyes részeire, és Louisiana délkeleti részére.  
Spanyolországnak 16. századi gyarmatosító expedíciók sora szolgáltatott jogalapot arra, hogy magának igényelje a területet. Számos misszió, telep és apró erődítmény létezett ezen a területen a 16. és a 17. században. Ezeket végül sorban feladták, a terjeszkedő angol és francia gyarmatosítók és az indiánok nyomására, illetve mert nem sikerült önfenntartóvá változtatni a területet. A 18. századra a spanyolok már alig ellenőriztek többet a területből, mint három erődöt a mai Florida területén: St. Augustine, St. Marks és Pensacola.

## Fordítás
- Ez a szócikk részben vagy egészben  a   Spanish Florida című angol Wikipédia-szócikk ezen változatának fordításán alapul.  Az eredeti cikk szerkesztőit annak laptörténete sorolja fel. Ez a jelzés csupán a megfogalmazás eredetét és a szerzői jogokat jelzi, nem szolgál a cikkben szereplő információk forrásmegjelöléseként.